# Salignac-de-Mirambeau
Salignac-de-Mirambeau ist eine französische Gemeinde mit 164 Einwohnern (Stand: 1. Januar 2022) im Département Charente-Maritime in der Region Nouvelle-Aquitaine (vor 2016 Poitou-Charentes); sie gehört zum Arrondissement Jonzac und zum Kanton Pons. Die Einwohner werden Salignacais genannt.

## Geographie
Salignac-de-Mirambeau liegt etwa 55 Kilometer nordnordöstlich von Bordeaux. Umgeben wird Salignac-de-Mirambeau von den Nachbargemeinden Allas-Bocage im Nordwesten und Norden, Agudelle im Norden, Villexavier im Nordosten, Rouffignac im Osten, Courpignac im Süden sowie Soubran im Westen.

## Bevölkerungsentwicklung
| Jahr                       | 1962 | 1968 | 1975 | 1982 | 1990 | 1999 | 2006 | 2019 |
| Einwohner                  | 244  | 223  | 197  | 179  | 179  | 154  | 150  | 165  |
| Quellen: Cassini und INSEE |      |      |      |      |      |      |      |      |

## Sehenswürdigkeiten
- Kirche Saint-Pierre, Monument historique seit 1970
- Schloss Salignac

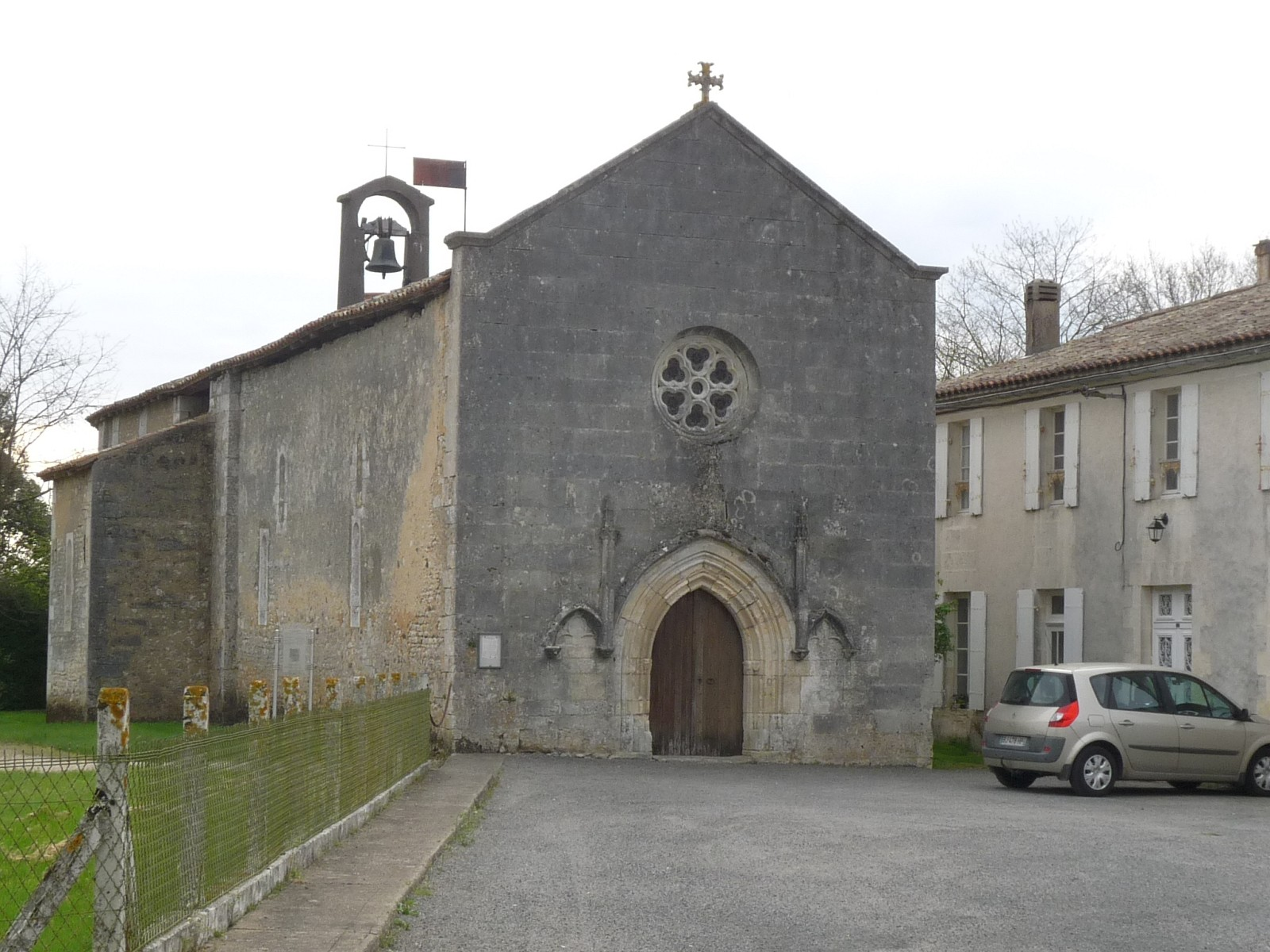
Kirche Saint-Pierre
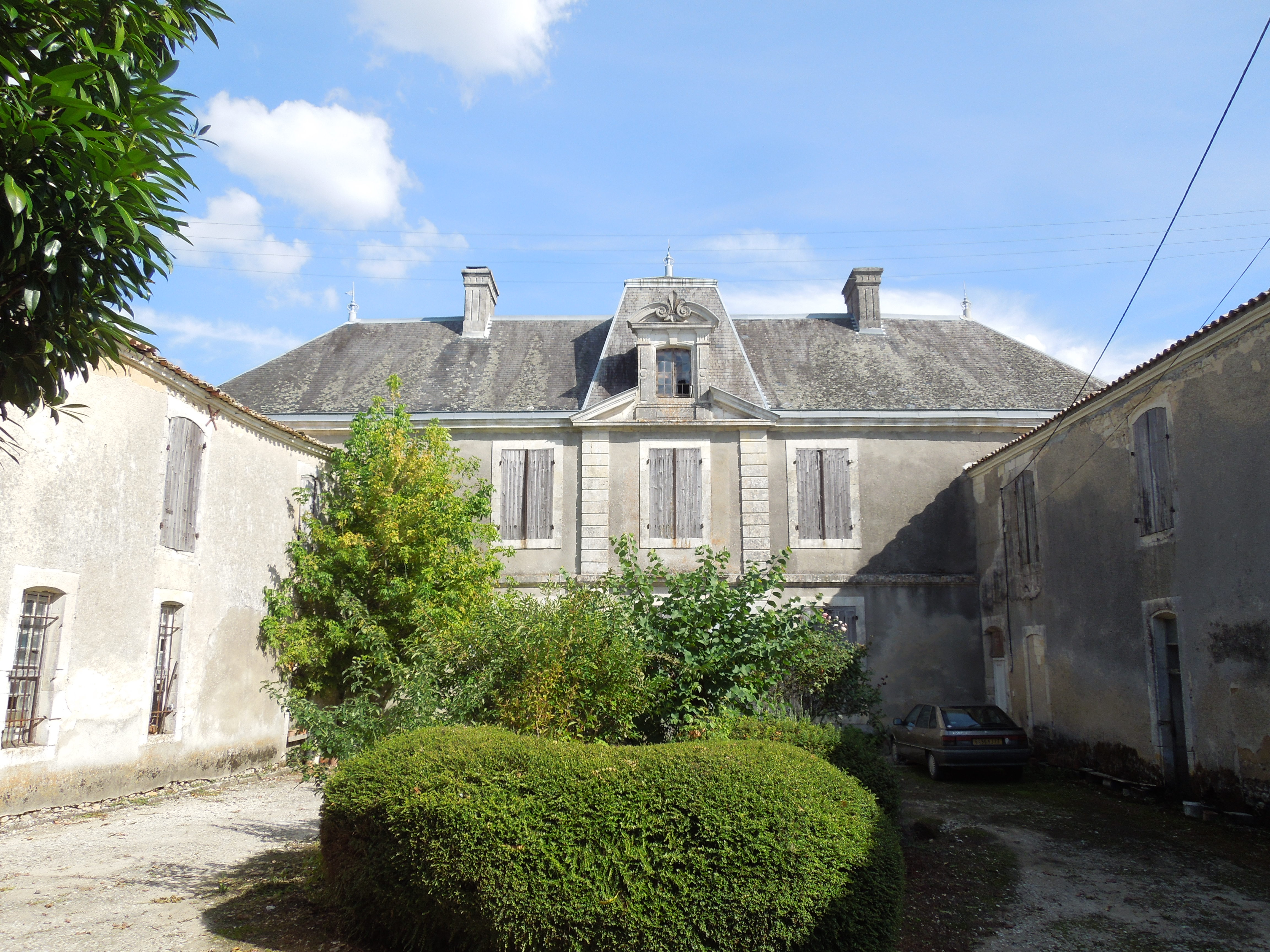
Schloss Salignac